# Lysandre Ménard
Pour les articles homonymes, voir Ménard.

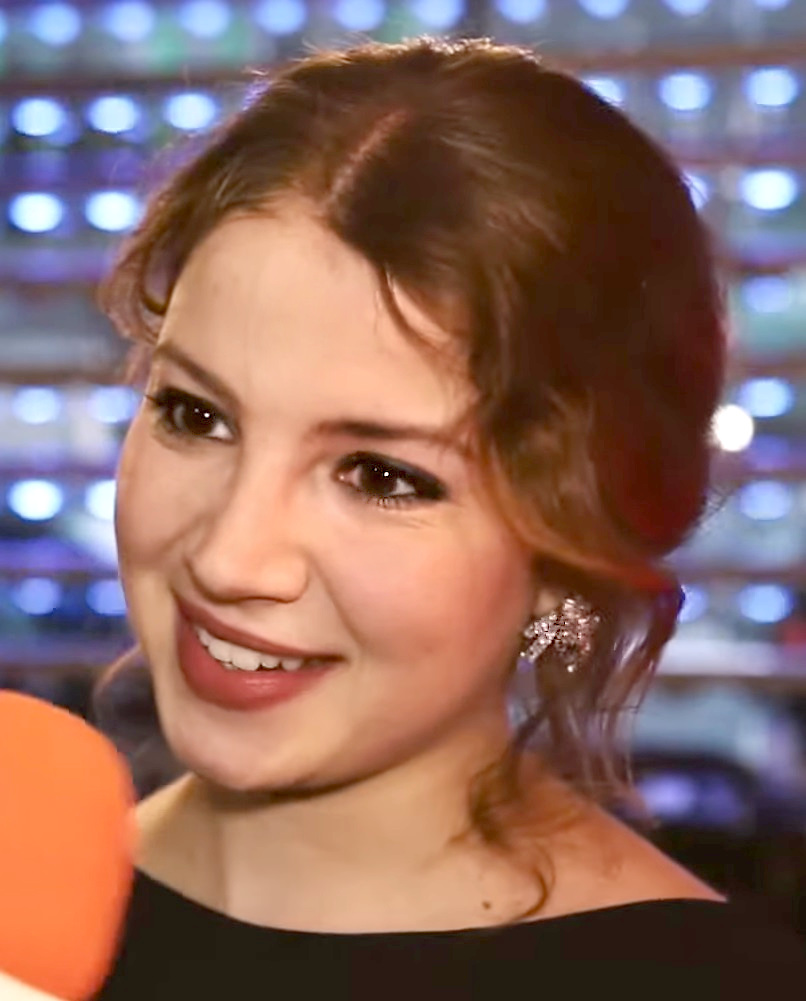
Ménard en 2016

Lysandre Ménard, née en 1993 à Boucherville, est une pianiste et une actrice québécoise.

## Biographie
Elle commence à étudier le piano à partir de l'âge de cinq ans. En 2013, elle obtient son diplôme d'études collégiales en interprétation (piano) de l'École de musique Vincent-d'Indy. Elle y enseignera par la suite au secteur « Musique pour tous ». C'est à cette école qu'elle rencontre les membres du groupe The Loodies, avec qui elle participera à deux albums. En 2015, elle obtient un baccalauréat en musique du Conservatoire de musique de Montréal. Cette même année, elle joue le rôle d'une jeune pianiste dans le film La Passion d’Augustine aux côtés de Céline Bonnier. En 2016, elle est ambassadrice du programme « Jeunes mélomanes » de l'Orchestre Métropolitain. Elle effectue présentement une maîtrise en musique en accompagnement piano à la Royal Academy of Music, à Londres.

En 2020, elle lance un premier EP solo à titre d'autrice-compositrice-interprète : Maison-dieu. Puis, le 25 mars 2022 elle lance Sans oublier, son premier album en tant qu'autrice-compositrice-intrprète.

## Filmographie

### Télévision
- 2022 : Stat : Alicia
- 2021 : Chaos : Eugénie

### Cinéma
- 2016 : D'encre et de sang d'Alexis Fortier Gauthier, Maxim Rheault et Francis Fortin : Sasha
- 2015 : La Passion d’Augustine : Alice Champagne
- 2014 : Les Pratiquants : Elle-même

## Discographie
- 2023 : Les heures innocentes, Séries I & II, Lysandre
- 2022 : Sans oublier, Lysandre
- 2020 : Maison-Dieu, Lysandre (EP)
- 2015 : The Loodies, The Loodies (voix, clavier, piano et synthétiseur)
- 2012 : Edgy Ground, The Loodies (clavier et voix)
- 2011 : Là, Vincent Bélanger (pianiste)

## Prix et distinctions
- 2016 : Nomination pour la meilleure actrice de soutien (Gala du cinéma québécois)
- 2015 : Meilleure actrice de soutien (Festival du film de Newport Beach)
- 2015 : Prix du public (Festival du film francophone d'Angoulême)
- 2011 : Second prix (Thousand Islands International Piano Competition for Young People)
- 2010 : Second prix (Julia Crane International Piano Competition à Potsdam)